# Nasser Moghaddam

Teniente general Nasser Moghaddam ( en persa: ناصر مقدم‎; 24 de junio de 1921 - 11 de abril de 1979) fue el cuarto y último jefe de SAVAK (6 de junio de 1978 - 12 de febrero de 1979). Sucedió al general Nematollah Nassiri, quien fue arrestado por orden del Shah en 1978. Moghaddam fue declarado culpable de corrupción y condenado a muerte por orden del ayatolá Jomeini el 11 de marzo de 1979, junto con Nassiri y el predecesor de Nassiri, Hassan Pakravan .

## Primeros años de vida
Nasser Moghaddam nació en 1921, en Teherán, Qajar Irán . Estudió en la escuela secundaria militar y luego estudió derecho en la Facultad de la Universidad de Teherán.
Hasta los 10 años, Nasser creció con su padre, y hasta 1935, por alguna razón, vivió con su tío Hussein (hermano de la madre), quien no trataba muy bien a Nasser. Así que decidió volver a casa.
En 1928 ingresó a la escuela primaria y en 1934 a la escuela militar de Teherán, de la cual se graduó en 1940.
En el último año del reinado de Reza Shah, en 1941, se matriculó en la Escuela de Oficiales, donde estudió hasta 1943. Se graduó de la academia de oficiales con el grado de teniente de segundo rango y decidió continuar sus estudios en la Facultad de derecho de la Universidad de Teherán.
En la Escuela de Oficiales, así como en la Universidad de Teherán, no solo dominó los conceptos básicos del ejército y la seguridad, sino que también estudió bien los idiomas francés e inglés.

## Carrera en el ejército y los servicios de inteligencia
En la Escuela de Oficiales, Nasser conoció a Hossein Fardoust, que consideró el mejor evento de su vida, probablemente porque la reciente amistad del Sha y Fardoust también se reflejó en el crecimiento de su carrera. En cualquier caso, gracias a un conocido de Fardoust, hasta 1964, Nasser sirvió en varias divisiones del ejército, entre ellas: la 10.ª División de Khorasan y la 5.ª División de Luristan; en la Guardia del Shah; En el Ministerio de Defensa; En la Fiscalía Militar y la Academia.
En 1959, se estableció en Irán la «Oficina Especial de Inteligencia». El general Hossein Fardoust le ofreció a Moghaddam cooperar con él, a lo que accedió.

## Levantamiento de 15 Khordad
Después de la represión del levantamiento del 15 de Khordad, el general Fardoust aprovechó la situación y pidió al sha que destituyera a Mustafa Amjadi, director general del Departamento de seguridad interna, y nombrara a Moghaddam para el cargo. El Sha, considerando que Amjadi tenía una estrecha relación con Teymur Bakhtiar, aceptó la propuesta de Fardoust. Moghaddam trabajó como director del tercer Departamento durante unos 10 años. Sus deberes incluían monitorear las actividades de los grupos revolucionarios e informar semanalmente al sha sobre su estado de ánimo público, lo que supuestamente hizo bien.

## Segundo Negociado de Inteligencia y Contrainteligencia
En 1971, el teniente general Nasser Moghaddam fue ascendido a director de la Segunda Oficina de Inteligencia y Contrainteligencia del Ejército.
El 19 de abril de 1973, el General Moghaddam fue nombrado director general adjunto de Inteligencia y Contrainteligencia, General Azizollah Palizban. "El trabajo de Nasser Moghaddam en SAVAK se ha completado y será nombrado jefe de la Oficina de Información de la 2.ª Oficina conservando el cargo de Ayudante del Shah", decía la orden.

## rangos militares
Rangos militares de Moghaddam:
- 25 de octubre de 1966 - General de brigada
- 23 de octubre de 1970 - División General ( Sarlashgar )
- 25 de octubre de 1971: ayudante personal de Shah.[12]

## General Moghaddam al frente de SAVAK (junio de 1978 - febrero de 1979)
En abril de 1978, el general Moghaddam envió una carta confidencial al Shah instando al monarca: " Bajo las circunstancias actuales, el bienestar del país requiere el castigo ejemplar de algunos funcionarios gubernamentales cercanos a la familia real en maquinaciones corruptas. También es importante tener un diálogo constructivo con el clero ”. Numerosos datos también muestran que la CIA ha estado financiando durante muchos años al General Moghaddam.
Para calmar la tensa situación, el Shah hizo concesiones al público iraní (a petición urgente de Washington) y en junio de 1978 destituyó al director de SAVAK, el todopoderoso Nassiri. El nuevo jefe de la policía secreta fue nombrado teniente general Nasser Mogadam, que tenía buenos contactos en las filas del campo de la oposición, incluso entre el clero chiita.
Muchos iraníes en la actualidad han dicho que la decisión del Sha fue un error, ya que el Servicio de Seguridad se debilitó. La amenaza vino de fuerzas completamente diferentes. Moghaddam, a diferencia del general Nassiri, estaba a favor de un diálogo constructivo con la oposición religiosa. Al mismo tiempo, cabe señalar que Moghaddam tenía vínculos con los campos de la oposición, incluidos los clérigos chiitas.
El general Mogadam fue anteriormente el jefe de la contrainteligencia militar, era considerado un opositor a la tortura, y su nombramiento fue para asegurar una mejor integración del ejército con el servicio secreto.
Tras su nombramiento, Moghaddam se dispuso a destruir a Nematollah Nassiri, quien era entonces embajador iraní en Pakistán . Hay informes de que la CIA estaba presionando a Nassiri y sus seguidores para que los sacaran del servicio de inteligencia, y que el único candidato real para reemplazarlos era Nasser Moghaddam. Un ex oficial de SAVAK que actualmente se encuentra en el exilio se centra en un detalle durante la entrevista: ". . . Sí, la destitución de Nassiri fue un gran error por parte del Sha. Sin embargo, no menos un error fue la destitución de su adjunto, el general Ali Motazed. . . . ". Se puede decir que con la llegada de Moghaddam terminó la "regla de hierro" de SAVAK.
El general Moghaddam, cuando aún se desempeñaba como jefe de contrainteligencia del ejército, se opuso al uso de la tortura durante los interrogatorios, y su nombramiento para el puesto mencionado anteriormente, Shah sugirió que integraría el ejército y el SAVAK. Moghaddam creía que desempeñó un papel importante en la implementación de reformas democráticas en las fuerzas armadas. Por ejemplo, Mogaddam permitió que los abogados asistieran a los interrogatorios de los acusados.
Después de los disturbios del 21 al 22 de julio de 1978, el Shah invitó a dos generales a la reunión, Fardoust y Moghaddam, para discutir un plan de acción contra los manifestantes, pero la reunión no tuvo éxito.

## Misión secreta de Barzan Ibrahim al-Tikriti a Teherán (septiembre de 1978)
Poco después del nombramiento de Moghaddam, se celebró una reunión entre altos funcionarios de SAVAK y los líderes del servicio de inteligencia iraquí, durante la cual la parte iraní planteó la cuestión de neutralizar la actividad política del ayatolá Jomeini. Funcionarios iraquíes han expresado total solidaridad sobre el tema. Es importante señalar que en los primeros días de septiembre de 1978, el director de la inteligencia iraquí, Barzan Ibrahim al-Tikriti, llegó a Teherán en una misión secreta. Transmitió la propuesta de Saddam Hussein al Shah : "Su Majestad debe sofocar la revuelta con puño de hierro, y si usted (el Shah) necesita ayuda en este asunto, Irak está listo para apoyarlo". Barzan Ibrahim al-Tikriti le ofreció al Shah que matara a Khomeini, que entonces vivía en Najaf . Siguiendo el consejo de Hossein Fardoust y Nasser Moghaddam, el Sha se negó a aceptar la oferta de Saddam Hussein. Poco después, Jomeini fue expulsado del país y se instaló en Francia. Este error perjudicial le costó al Sha y al pueblo de Irán todos los éxitos que se disfrutaron y lograron antes de la herida autoinfligida llamada revolución . Mientras Jomeini estuvo en Irak, fue mucho más fácil controlar sus actividades. En Francia, sin embargo, no había forma de hacerlo. Los medios occidentales han retratado a Jomeini como una figura mundial. El oficial de inteligencia israelí, Reuven Merhav, señaló más tarde que el sah no comprendía las consecuencias de su decisión. Sin embargo, ahora se sabe después de muchos años que Hossein Fardoust y Nasser Moghaddam, entre otros, han llevado al sha y a Irán a su destino actual.

## revolución iraní
El estallido de la ola revolucionaria fue seguido por la salida de oficiales militares y de seguridad del país. Por ejemplo, Parviz Sabeti, quien estaba a cargo del 3.er Departamento, abandonó el país el 27 de noviembre. El general Gholam Ali Oveissi y el jefe de policía de Teherán, el general Moulavi, abandonaron Irán en enero de 1979 y se trasladaron a los Estados Unidos.
El 16 de enero de 1979, el Shah y su familia abandonaron Irán. El 1 de febrero, Jomeini regresó del exilio y dirigió personalmente el proceso revolucionario. Después de tres días de lucha contra la Guardia Imperial del Sha, Jomeini tomó el control.
Después de la victoria de la revolución, los representantes de Mehdi Bazargan se pusieron en contacto con Moghaddam y se ofrecieron a participar en la formación de un nuevo servicio de seguridad, donde ocuparía uno de los puestos de liderazgo. Moghaddam estuvo de acuerdo con esta propuesta. Más tarde recordó: "Parece que Bazargan agradecerá la amabilidad que he hecho por él". Al mismo tiempo, Moghaddam intentó destruir todos los documentos en los que aparecía como participante de las represiones.
El 15 de febrero, tras el tiroteo del ex director de SAVAK, Nematohla Nassiri, Moghaddam se dio cuenta de que su caso había terminado y decidió desaparecer por un tiempo y abandonar el país en la primera oportunidad, pero pronto fue capturado y entregado al Tribunal Revolucionario. La eficiencia de la nueva seguridad ha sorprendido incluso al Moghaddam: “ Qué gente inteligente. Si fueran mis empleados en SAVAK, tendría mucho más éxito ”.
Mientras estaba en prisión, Moghaddam esperaba ser liberado pronto y, con el apoyo de Mehdi Bazargan, recibiría un buen puesto, sin embargo, el 11 de abril de 1979, por orden del Tribunal Revolucionario Islámico, el general Nasser Moghaddam fue fusilado.